# 紐波特 (密蘇里州)
紐波特（英語：Newport）是位於美國密蘇里州巴頓縣的非建制地區。

## 歷史
紐波特的郵局於1878年設立，其後於1915年停運。

## 地理
紐波特所處的海拔為高於海平面306米（即1004英呎），而該地所採用的時區為UTC-6，即北美中部時區（CST）。同時該地設有夏令時間，為UTC-6調快一小時，即UTC-5（CDT）。